# B.G.
Christopher Dorsey (New Orleans, 3 september 1980), beter bekend als B.G. of B.Gizzle (Lil' Doogie tot 1996), is een Amerikaanse rapper. "B.G." staat voor Baby Gangsta.

## Levensloop
B.G. groeide op in een getto en begaf zich al jong op het criminele pad. Toen hij dertien was tekende hij bij het label van rapper Birdman, Cash Money Records. Een jaar later verscheen zijn eerste album met Lil Wayne (die toen elf was). In 1997 richtte hij de groep de Hot Boys op met Juvenile, Lil Wayne en Turk. In 2003 kreeg de groep onenigheid en ging ieder zijn eigen weg. B.G. bracht daarna nog wat albums uit en in 2008 kwam er één getiteld Too Hood 2 Be Hollywood onder het label Atlantic Records/Chopper City.

## Discografie

### Albums met Hot Boys
- 1997: Get It How U Live! (met Big Tymers)
- 1999: Guerrilla Warfare
- 2003: Let 'Em Burn (eerder opgenomen, maar pas in 2003 uitgekomen)

### Soloalbums
- 1995: True Story (met Lil Wayne onder de naam 'The BG'z')
- 1996: Chopper City
- 1997: It's All on U Vol. 1
- 1997: It's All on U Vol. 2
- 1999: Chopper City in the Ghetto
- 2000: Checkmate
- 2003: Livin' Legend
- 2004: Life After Cash Money
- 2005: The Heart of Tha Streetz, Vol. 1
- 2006: The Heart of tha Streetz, Vol. 2
- 2007: We Got This (met Chopper City Boyz)
- 2008: Too Hood 2 Be Hollywood

### Singles
- 1999: "Cash Money is a Army"
- 1999: "Bling Bling" (met Hot Boys & Big Tymers)
- 2000: "I Know" (met Lil Wayne)
- 2001: "Uh" (met Big Tymers)
- 2003: "Hottest of the Hot"
- 2004: "My World (I Want It)"
- 2005: "Where da At"
- 2006: "Move Around" (met Mannie Fresh)
- 2007: "Make Em Mad" (met Chopper City Boyz)
- 2007: "I Hustle" (met Young Jeezy)
- 2007: "For A Minute" (met T.I.)

- Gemeinsame Normdatei: 135373034
- International Standard Name Identifier: 0000 0003 6837 9929
- Library of Congress Control Number: no99076204
- MusicBrainz: 435837d0-9896-48f1-a80f-66579628ca06
- Virtual International Authority File: 68571752
- WorldCat: E39PCjHwt6J8GCfjHmjbqPxwfq